# Skolskjutningen vid Lindhurst High School
Skolskjutningen vid Lindhurst High School var en skolskjutning som inträffade den 1 maj 1992 i staden Olivehurst i Kalifornien, USA. Gärningsmannen var den 20-årige Eric Houston, en före detta student på skolan. Houston dödade tre elever och en lärare samtidigt som han skadade nio andra innan han till slut gav upp och blev arresterad av polis.
Eric Houston kom till skolområdet cirka 14:40 den 1 maj med ett 12-kalibrigt pump-action hagelgevär och ett avsågat 22-kalibrigt gevär. När han gick in i skolbyggnaden sköt han ett dödande skott mot Robert Brens, en lärare Houston själv hade haft i samhällskunskap under hans sista år i skolan. Efter det dödade han Judy Davis, en 17-årig student som satt i Brens klassrum. Därefter gick han ut i skolkorridoren och sköt ännu ett dödligt skott mot eleven Jason Edward White i bröstet när denne befann sig utanför ett klassrum. Senare riktade Houston ett av sina vapen mot en kvinnlig student, men innan han hade tryckt av så knuffade en annan student, vid namn Beamon A. Hill, henne och blev skjuten i huvudet.
Houston gick in i ett klassrum med runt 25-30 elever. Enligt polisrapporten skickade Houston en elev att hämta fler personer som han kunde hålla som gisslan. Detta medförde att antalet personer i klassrummet ökade till över 80 personer. Dramat tog slut efter att Houston gav upp, efter ett åtta timmar långt dödläge.
Eric Houston gav sin förklaring över denna incident i häktet. Houston menade att han var uppgiven över att ha förlorat sitt jobb och att ha misslyckats med att ta sin examen från High School. Han erkände också att han hyste agg mot sin forne lärare Robert Brens, som hade underkänt honom i samhällskunskap. Den 21 september 1993 var Houston förklarad skyldig på alla punkter mot honom och fick dödsstraff. För tillfället väntar han på sin avrättning på San Quentin State Prison.

### Fotnoter
1. ↑  Eugene D. Wheeler, S. Anthony Baron. Violence in our schools, hospitals and public places: a prevention and management guide. 1993. p.22